# Штралзундски мир
Штралзундски мир потписан је 24. маја 1370. године између Данске и Ханзе.

## Рат
Године 1367. Ханзеатска лига објављује рат Данској. Повод за рат били су покушаји Данске да поткопа трговински значај Ханзе. Конгрес од 60 градова састао се у Келну где је одлучено да се објави рат. Уз Ханзу су стале и Шведска , Холштајн и Мекленбург. Савезничка флота Ханзеатске лиге блокирала је данске обале. Након заузећа Копенхагена, Данска је приморана на сраман мир.

## Мир
Штралзундским миром потврђене су све привилегије Ханзе, добила је неколико тврђава на југу Скандинавског полуострва. За избор данског краља била је потребна дозвола Ханзе. Овим миром Ханза се појављује, не само као трговачка, већ и као велика политичка сила која своју вољу намеће другим државама.